# Arabis armena
Arabis armena é uma espécie de Arabis que é encontrada na Arménia e Naquichevão (Azerbaijão). Ela cresce em média e alta altitudes. Encontra-se ameaçada pelo constante pisar do gado local.